# Леопард
Леопа́рд, или барс, или пантера (лат. Panthera pardus) — вид хищных млекопитающих семейства кошачьих, один из пяти представителей рода пантера (лат. Panthera), относящегося к подсемейству больших кошек.
В XX веке был внесён в Красную книгу МСОП, в Красную книгу России, а также в охранные документы других стран. 

## Этимология и названия
В русском языке слово «леопард» отмечается с XVIII века (впервые отмечается в словарях в 1731 году), в древнерусских источниках засвидетельствованы формы др.-рус. леонтопардосъ (из др.-греч. λεοντόπαρδος) и др.-рус. пардусъ (см. ниже). В виде «леопард» слово проникло в русский из западноевропейских языков (фр. léopard, нем. Leopard), в которые пришло из позднелатинского словосложения leopardus (лат. leo — «лев» и лат. pardus — «барс»).
Русское слово «барс» было заимствовано из тюркских языков (см. уйг. bars‎ — «тигр, барс, рысь») и засвидетельствовано с 1625 года. В свою очередь, тюркская лексема, восходящая к пратюркск. *bars, *pars, была заимствована в очень раннюю эпоху из языков Таримского бассейна, относившихся к индоевропейской семье. В древнерусском языке для обозначения животного также использовалось слово «пардус» (др.-рус. пардусъ; отмечается в источниках XI—XV вв.), заимствованное из греч. πάρδος с тем же значением (а не из лат. pardus). В свою очередь, греческое слово — восточного происхождения (см др.-инд. pṛ́dākuṣ, санскр. pṛ́dāku — «ядовитая змея»).
Современное видовое название Panthera пришло в латынь из др.-греч. πάνθηρ. Последнее, в свою очередь, было заимствовано из какого-то восточного языка, ср. санскр. puṇḍarīkaḥ, puṇḍárīkas — «тигр». По другой версии, др.-греч. πάνθηρ является словосложением др.-греч. πᾰν («всё») и др.-греч. θήρ («зверь»). В русский язык в виде «пантера» оно было заимствовано в середине XIX века (поскольку отмечается в словарях с 1861 года), посредством фр. panthère из латыни, ранее, в фиксируемой с XI в. форме ст.‑слав. и др.-рус. панъθиръ — напрямую из древнегреческого.

## История изучения
Первое научное описание леопарда было сделано Карлом Линнеем в его труде «Systema naturæ», под названием Felis pardus. Начиная с 1929 года, вид перенесён из рода Felis в состав рода Panthera.

## Филогения и эволюция

Возможные филогенетические взаимоотношения между современными видами рода пантер. Верхняя кладограмма основана на исследованиях 2006 и 2010 гг.; нижняя — на исследованиях 2010 и 2011 гг.

Основные данные относительно эволюции вида получены с помощью анализа ископаемых остатков и исследований в области молекулярной филогенетики. На базе кладистического анализа было доказано, что центр происхождения вида располагался в Азии.
Предки леопарда, наряду с предками других представителей рода Panthera, отделились от общего предка около 11 млн лет назад. Согласно ископаемым остаткам, первый прямой предок вида появился около 3,8 миллиона лет назад.
Молекулярно-филогенетические данные, полученные с использованием различных методов, подтверждают тесные родственные связи между представителями рода Panthera и доказывают, что вид «леопард» отделился от общей предковой линии позднее тигра и ирбиса, но намного раньше льва и ягуара.
Считается, что предок леопарда появился в Азии, а впоследствии мигрировал и расселился в Африке. Ископаемые остатки предков леопарда были найдены в отложениях возрастом от 2 до 3,5 млн лет назад. Данные экземпляры из отложений плейстоцена напоминают своим строением примитивных ягуаров. Современный леопард предположительно возник и развивался в Африке около 470 000—825 000 лет назад и распространился в Азию 170 000—300 000 лет назад. Ископаемые остатки в плейстоцене, помимо Азии и Африки, также известны и в Европе, где появился в начале среднего плейстоцена. На территории России эти находки известны с территории Северного Кавказа.
|                           | †Panthera crassidens |
|                           | |
| Panthera pardus (леопард) | \| \| Panthera pardus pardus (Африканский леопард) \| \| \| \| \| \| Panthera pardus adersi (Занзибарский леопард) \| \| \| \| \| \| Panthera pardus barbarus \| \| \| \| \| \| Panthera pardus jarvisi \| \| \| \| \| \| Panthera pardus nimr (Южноаравийский леопард) \| \| \| \| \| \| Panthera pardus fusca (Индийский леопард) \| \| \| \| \| \| Panthera pardus orientalis (Дальневосточный леопард) \| \| \| \| \| \| Panthera pardus tulliana (Переднеазиатский леопард) \| \| \| \| |
|                           | \| \| Panthera pardus pardus (Африканский леопард) \| \| \| \| \| \| Panthera pardus adersi (Занзибарский леопард) \| \| \| \| \| \| Panthera pardus barbarus \| \| \| \| \| \| Panthera pardus jarvisi \| \| \| \| \| \| Panthera pardus nimr (Южноаравийский леопард) \| \| \| \| \| \| Panthera pardus fusca (Индийский леопард) \| \| \| \| \| \| Panthera pardus orientalis (Дальневосточный леопард) \| \| \| \| \| \| Panthera pardus tulliana (Переднеазиатский леопард) \| \| \| \| |
|                           | Panthera pardus pardus (Африканский леопард) |
|                           | |
|                           | Panthera pardus adersi (Занзибарский леопард) |
|                           | |
|                           | Panthera pardus barbarus |
|                           | |
|                           | Panthera pardus jarvisi |
|                           | |
|                           | Panthera pardus nimr (Южноаравийский леопард) |
|                           | |
|                           | Panthera pardus fusca (Индийский леопард) |
|                           | |
|                           | Panthera pardus orientalis (Дальневосточный леопард) |
|                           | |
|                           | Panthera pardus tulliana (Переднеазиатский леопард) |
|                           | |

|  | Panthera pardus pardus (Африканский леопард)         |
|  |                                                      |
|  | Panthera pardus adersi (Занзибарский леопард)        |
|  |                                                      |
|  | Panthera pardus barbarus                             |
|  |                                                      |
|  | Panthera pardus jarvisi                              |
|  |                                                      |
|  | Panthera pardus nimr (Южноаравийский леопард)        |
|  |                                                      |
|  | Panthera pardus fusca (Индийский леопард)            |
|  |                                                      |
|  | Panthera pardus orientalis (Дальневосточный леопард) |
|  |                                                      |
|  | Panthera pardus tulliana (Переднеазиатский леопард)  |
|  |                                                      |

|                           | †Panthera crassidens |
|                           | |
| Panthera pardus (леопард) | \| \| Panthera pardus pardus (Африканский леопард) \| \| \| \| \| \| Panthera pardus adersi (Занзибарский леопард) \| \| \| \| \| \| Panthera pardus barbarus \| \| \| \| \| \| Panthera pardus jarvisi \| \| \| \| \| \| Panthera pardus nimr (Южноаравийский леопард) \| \| \| \| \| \| Panthera pardus fusca (Индийский леопард) \| \| \| \| \| \| Panthera pardus orientalis (Дальневосточный леопард) \| \| \| \| \| \| Panthera pardus tulliana (Переднеазиатский леопард) \| \| \| \| |
|                           | \| \| Panthera pardus pardus (Африканский леопард) \| \| \| \| \| \| Panthera pardus adersi (Занзибарский леопард) \| \| \| \| \| \| Panthera pardus barbarus \| \| \| \| \| \| Panthera pardus jarvisi \| \| \| \| \| \| Panthera pardus nimr (Южноаравийский леопард) \| \| \| \| \| \| Panthera pardus fusca (Индийский леопард) \| \| \| \| \| \| Panthera pardus orientalis (Дальневосточный леопард) \| \| \| \| \| \| Panthera pardus tulliana (Переднеазиатский леопард) \| \| \| \| |
|                           | Panthera pardus pardus (Африканский леопард) |
|                           | |
|                           | Panthera pardus adersi (Занзибарский леопард) |
|                           | |
|                           | Panthera pardus barbarus |
|                           | |
|                           | Panthera pardus jarvisi |
|                           | |
|                           | Panthera pardus nimr (Южноаравийский леопард) |
|                           | |
|                           | Panthera pardus fusca (Индийский леопард) |
|                           | |
|                           | Panthera pardus orientalis (Дальневосточный леопард) |
|                           | |
|                           | Panthera pardus tulliana (Переднеазиатский леопард) |
|                           | |

|  | Panthera pardus pardus (Африканский леопард)         |
|  |                                                      |
|  | Panthera pardus adersi (Занзибарский леопард)        |
|  |                                                      |
|  | Panthera pardus barbarus                             |
|  |                                                      |
|  | Panthera pardus jarvisi                              |
|  |                                                      |
|  | Panthera pardus nimr (Южноаравийский леопард)        |
|  |                                                      |
|  | Panthera pardus fusca (Индийский леопард)            |
|  |                                                      |
|  | Panthera pardus orientalis (Дальневосточный леопард) |
|  |                                                      |
|  | Panthera pardus tulliana (Переднеазиатский леопард)  |
|  |                                                      |

|                           | †Panthera crassidens |
|                           | |
| Panthera pardus (леопард) | \| \| Panthera pardus pardus (Африканский леопард) \| \| \| \| \| \| Panthera pardus adersi (Занзибарский леопард) \| \| \| \| \| \| Panthera pardus barbarus \| \| \| \| \| \| Panthera pardus jarvisi \| \| \| \| \| \| Panthera pardus nimr (Южноаравийский леопард) \| \| \| \| \| \| Panthera pardus fusca (Индийский леопард) \| \| \| \| \| \| Panthera pardus orientalis (Дальневосточный леопард) \| \| \| \| \| \| Panthera pardus tulliana (Переднеазиатский леопард) \| \| \| \| |
|                           | \| \| Panthera pardus pardus (Африканский леопард) \| \| \| \| \| \| Panthera pardus adersi (Занзибарский леопард) \| \| \| \| \| \| Panthera pardus barbarus \| \| \| \| \| \| Panthera pardus jarvisi \| \| \| \| \| \| Panthera pardus nimr (Южноаравийский леопард) \| \| \| \| \| \| Panthera pardus fusca (Индийский леопард) \| \| \| \| \| \| Panthera pardus orientalis (Дальневосточный леопард) \| \| \| \| \| \| Panthera pardus tulliana (Переднеазиатский леопард) \| \| \| \| |
|                           | Panthera pardus pardus (Африканский леопард) |
|                           | |
|                           | Panthera pardus adersi (Занзибарский леопард) |
|                           | |
|                           | Panthera pardus barbarus |
|                           | |
|                           | Panthera pardus jarvisi |
|                           | |
|                           | Panthera pardus nimr (Южноаравийский леопард) |
|                           | |
|                           | Panthera pardus fusca (Индийский леопард) |
|                           | |
|                           | Panthera pardus orientalis (Дальневосточный леопард) |
|                           | |
|                           | Panthera pardus tulliana (Переднеазиатский леопард) |
|                           | |

|  | Panthera pardus pardus (Африканский леопард)         |
|  |                                                      |
|  | Panthera pardus adersi (Занзибарский леопард)        |
|  |                                                      |
|  | Panthera pardus barbarus                             |
|  |                                                      |
|  | Panthera pardus jarvisi                              |
|  |                                                      |
|  | Panthera pardus nimr (Южноаравийский леопард)        |
|  |                                                      |
|  | Panthera pardus fusca (Индийский леопард)            |
|  |                                                      |
|  | Panthera pardus orientalis (Дальневосточный леопард) |
|  |                                                      |
|  | Panthera pardus tulliana (Переднеазиатский леопард)  |
|  |                                                      |

|                           | †Panthera crassidens |
|                           | |
| Panthera pardus (леопард) | \| \| Panthera pardus pardus (Африканский леопард) \| \| \| \| \| \| Panthera pardus adersi (Занзибарский леопард) \| \| \| \| \| \| Panthera pardus barbarus \| \| \| \| \| \| Panthera pardus jarvisi \| \| \| \| \| \| Panthera pardus nimr (Южноаравийский леопард) \| \| \| \| \| \| Panthera pardus fusca (Индийский леопард) \| \| \| \| \| \| Panthera pardus orientalis (Дальневосточный леопард) \| \| \| \| \| \| Panthera pardus tulliana (Переднеазиатский леопард) \| \| \| \| |
|                           | \| \| Panthera pardus pardus (Африканский леопард) \| \| \| \| \| \| Panthera pardus adersi (Занзибарский леопард) \| \| \| \| \| \| Panthera pardus barbarus \| \| \| \| \| \| Panthera pardus jarvisi \| \| \| \| \| \| Panthera pardus nimr (Южноаравийский леопард) \| \| \| \| \| \| Panthera pardus fusca (Индийский леопард) \| \| \| \| \| \| Panthera pardus orientalis (Дальневосточный леопард) \| \| \| \| \| \| Panthera pardus tulliana (Переднеазиатский леопард) \| \| \| \| |
|                           | Panthera pardus pardus (Африканский леопард) |
|                           | |
|                           | Panthera pardus adersi (Занзибарский леопард) |
|                           | |
|                           | Panthera pardus barbarus |
|                           | |
|                           | Panthera pardus jarvisi |
|                           | |
|                           | Panthera pardus nimr (Южноаравийский леопард) |
|                           | |
|                           | Panthera pardus fusca (Индийский леопард) |
|                           | |
|                           | Panthera pardus orientalis (Дальневосточный леопард) |
|                           | |
|                           | Panthera pardus tulliana (Переднеазиатский леопард) |
|                           | |

|  | Panthera pardus pardus (Африканский леопард)         |
|  |                                                      |
|  | Panthera pardus adersi (Занзибарский леопард)        |
|  |                                                      |
|  | Panthera pardus barbarus                             |
|  |                                                      |
|  | Panthera pardus jarvisi                              |
|  |                                                      |
|  | Panthera pardus nimr (Южноаравийский леопард)        |
|  |                                                      |
|  | Panthera pardus fusca (Индийский леопард)            |
|  |                                                      |
|  | Panthera pardus orientalis (Дальневосточный леопард) |
|  |                                                      |
|  | Panthera pardus tulliana (Переднеазиатский леопард)  |
|  |                                                      |

|                           | †Panthera crassidens |
|                           | |
| Panthera pardus (леопард) | \| \| Panthera pardus pardus (Африканский леопард) \| \| \| \| \| \| Panthera pardus adersi (Занзибарский леопард) \| \| \| \| \| \| Panthera pardus barbarus \| \| \| \| \| \| Panthera pardus jarvisi \| \| \| \| \| \| Panthera pardus nimr (Южноаравийский леопард) \| \| \| \| \| \| Panthera pardus fusca (Индийский леопард) \| \| \| \| \| \| Panthera pardus orientalis (Дальневосточный леопард) \| \| \| \| \| \| Panthera pardus tulliana (Переднеазиатский леопард) \| \| \| \| |
|                           | \| \| Panthera pardus pardus (Африканский леопард) \| \| \| \| \| \| Panthera pardus adersi (Занзибарский леопард) \| \| \| \| \| \| Panthera pardus barbarus \| \| \| \| \| \| Panthera pardus jarvisi \| \| \| \| \| \| Panthera pardus nimr (Южноаравийский леопард) \| \| \| \| \| \| Panthera pardus fusca (Индийский леопард) \| \| \| \| \| \| Panthera pardus orientalis (Дальневосточный леопард) \| \| \| \| \| \| Panthera pardus tulliana (Переднеазиатский леопард) \| \| \| \| |
|                           | Panthera pardus pardus (Африканский леопард) |
|                           | |
|                           | Panthera pardus adersi (Занзибарский леопард) |
|                           | |
|                           | Panthera pardus barbarus |
|                           | |
|                           | Panthera pardus jarvisi |
|                           | |
|                           | Panthera pardus nimr (Южноаравийский леопард) |
|                           | |
|                           | Panthera pardus fusca (Индийский леопард) |
|                           | |
|                           | Panthera pardus orientalis (Дальневосточный леопард) |
|                           | |
|                           | Panthera pardus tulliana (Переднеазиатский леопард) |
|                           | |

|  | Panthera pardus pardus (Африканский леопард)         |
|  |                                                      |
|  | Panthera pardus adersi (Занзибарский леопард)        |
|  |                                                      |
|  | Panthera pardus barbarus                             |
|  |                                                      |
|  | Panthera pardus jarvisi                              |
|  |                                                      |
|  | Panthera pardus nimr (Южноаравийский леопард)        |
|  |                                                      |
|  | Panthera pardus fusca (Индийский леопард)            |
|  |                                                      |
|  | Panthera pardus orientalis (Дальневосточный леопард) |
|  |                                                      |
|  | Panthera pardus tulliana (Переднеазиатский леопард)  |
|  |                                                      |

|                           | †Panthera crassidens |
|                           | |
| Panthera pardus (леопард) | \| \| Panthera pardus pardus (Африканский леопард) \| \| \| \| \| \| Panthera pardus adersi (Занзибарский леопард) \| \| \| \| \| \| Panthera pardus barbarus \| \| \| \| \| \| Panthera pardus jarvisi \| \| \| \| \| \| Panthera pardus nimr (Южноаравийский леопард) \| \| \| \| \| \| Panthera pardus fusca (Индийский леопард) \| \| \| \| \| \| Panthera pardus orientalis (Дальневосточный леопард) \| \| \| \| \| \| Panthera pardus tulliana (Переднеазиатский леопард) \| \| \| \| |
|                           | \| \| Panthera pardus pardus (Африканский леопард) \| \| \| \| \| \| Panthera pardus adersi (Занзибарский леопард) \| \| \| \| \| \| Panthera pardus barbarus \| \| \| \| \| \| Panthera pardus jarvisi \| \| \| \| \| \| Panthera pardus nimr (Южноаравийский леопард) \| \| \| \| \| \| Panthera pardus fusca (Индийский леопард) \| \| \| \| \| \| Panthera pardus orientalis (Дальневосточный леопард) \| \| \| \| \| \| Panthera pardus tulliana (Переднеазиатский леопард) \| \| \| \| |
|                           | Panthera pardus pardus (Африканский леопард) |
|                           | |
|                           | Panthera pardus adersi (Занзибарский леопард) |
|                           | |
|                           | Panthera pardus barbarus |
|                           | |
|                           | Panthera pardus jarvisi |
|                           | |
|                           | Panthera pardus nimr (Южноаравийский леопард) |
|                           | |
|                           | Panthera pardus fusca (Индийский леопард) |
|                           | |
|                           | Panthera pardus orientalis (Дальневосточный леопард) |
|                           | |
|                           | Panthera pardus tulliana (Переднеазиатский леопард) |
|                           | |

|  | Panthera pardus pardus (Африканский леопард)         |
|  |                                                      |
|  | Panthera pardus adersi (Занзибарский леопард)        |
|  |                                                      |
|  | Panthera pardus barbarus                             |
|  |                                                      |
|  | Panthera pardus jarvisi                              |
|  |                                                      |
|  | Panthera pardus nimr (Южноаравийский леопард)        |
|  |                                                      |
|  | Panthera pardus fusca (Индийский леопард)            |
|  |                                                      |
|  | Panthera pardus orientalis (Дальневосточный леопард) |
|  |                                                      |
|  | Panthera pardus tulliana (Переднеазиатский леопард)  |
|  |                                                      |

|                           | †Panthera crassidens |
|                           | |
| Panthera pardus (леопард) | \| \| Panthera pardus pardus (Африканский леопард) \| \| \| \| \| \| Panthera pardus adersi (Занзибарский леопард) \| \| \| \| \| \| Panthera pardus barbarus \| \| \| \| \| \| Panthera pardus jarvisi \| \| \| \| \| \| Panthera pardus nimr (Южноаравийский леопард) \| \| \| \| \| \| Panthera pardus fusca (Индийский леопард) \| \| \| \| \| \| Panthera pardus orientalis (Дальневосточный леопард) \| \| \| \| \| \| Panthera pardus tulliana (Переднеазиатский леопард) \| \| \| \| |
|                           | \| \| Panthera pardus pardus (Африканский леопард) \| \| \| \| \| \| Panthera pardus adersi (Занзибарский леопард) \| \| \| \| \| \| Panthera pardus barbarus \| \| \| \| \| \| Panthera pardus jarvisi \| \| \| \| \| \| Panthera pardus nimr (Южноаравийский леопард) \| \| \| \| \| \| Panthera pardus fusca (Индийский леопард) \| \| \| \| \| \| Panthera pardus orientalis (Дальневосточный леопард) \| \| \| \| \| \| Panthera pardus tulliana (Переднеазиатский леопард) \| \| \| \| |
|                           | Panthera pardus pardus (Африканский леопард) |
|                           | |
|                           | Panthera pardus adersi (Занзибарский леопард) |
|                           | |
|                           | Panthera pardus barbarus |
|                           | |
|                           | Panthera pardus jarvisi |
|                           | |
|                           | Panthera pardus nimr (Южноаравийский леопард) |
|                           | |
|                           | Panthera pardus fusca (Индийский леопард) |
|                           | |
|                           | Panthera pardus orientalis (Дальневосточный леопард) |
|                           | |
|                           | Panthera pardus tulliana (Переднеазиатский леопард) |
|                           | |

|  | Panthera pardus pardus (Африканский леопард)         |
|  |                                                      |
|  | Panthera pardus adersi (Занзибарский леопард)        |
|  |                                                      |
|  | Panthera pardus barbarus                             |
|  |                                                      |
|  | Panthera pardus jarvisi                              |
|  |                                                      |
|  | Panthera pardus nimr (Южноаравийский леопард)        |
|  |                                                      |
|  | Panthera pardus fusca (Индийский леопард)            |
|  |                                                      |
|  | Panthera pardus orientalis (Дальневосточный леопард) |
|  |                                                      |
|  | Panthera pardus tulliana (Переднеазиатский леопард)  |
|  |                                                      |

|                           | †Panthera crassidens |
|                           | |
| Panthera pardus (леопард) | \| \| Panthera pardus pardus (Африканский леопард) \| \| \| \| \| \| Panthera pardus adersi (Занзибарский леопард) \| \| \| \| \| \| Panthera pardus barbarus \| \| \| \| \| \| Panthera pardus jarvisi \| \| \| \| \| \| Panthera pardus nimr (Южноаравийский леопард) \| \| \| \| \| \| Panthera pardus fusca (Индийский леопард) \| \| \| \| \| \| Panthera pardus orientalis (Дальневосточный леопард) \| \| \| \| \| \| Panthera pardus tulliana (Переднеазиатский леопард) \| \| \| \| |
|                           | \| \| Panthera pardus pardus (Африканский леопард) \| \| \| \| \| \| Panthera pardus adersi (Занзибарский леопард) \| \| \| \| \| \| Panthera pardus barbarus \| \| \| \| \| \| Panthera pardus jarvisi \| \| \| \| \| \| Panthera pardus nimr (Южноаравийский леопард) \| \| \| \| \| \| Panthera pardus fusca (Индийский леопард) \| \| \| \| \| \| Panthera pardus orientalis (Дальневосточный леопард) \| \| \| \| \| \| Panthera pardus tulliana (Переднеазиатский леопард) \| \| \| \| |
|                           | Panthera pardus pardus (Африканский леопард) |
|                           | |
|                           | Panthera pardus adersi (Занзибарский леопард) |
|                           | |
|                           | Panthera pardus barbarus |
|                           | |
|                           | Panthera pardus jarvisi |
|                           | |
|                           | Panthera pardus nimr (Южноаравийский леопард) |
|                           | |
|                           | Panthera pardus fusca (Индийский леопард) |
|                           | |
|                           | Panthera pardus orientalis (Дальневосточный леопард) |
|                           | |
|                           | Panthera pardus tulliana (Переднеазиатский леопард) |
|                           | |

|  | Panthera pardus pardus (Африканский леопард)         |
|  |                                                      |
|  | Panthera pardus adersi (Занзибарский леопард)        |
|  |                                                      |
|  | Panthera pardus barbarus                             |
|  |                                                      |
|  | Panthera pardus jarvisi                              |
|  |                                                      |
|  | Panthera pardus nimr (Южноаравийский леопард)        |
|  |                                                      |
|  | Panthera pardus fusca (Индийский леопард)            |
|  |                                                      |
|  | Panthera pardus orientalis (Дальневосточный леопард) |
|  |                                                      |
|  | Panthera pardus tulliana (Переднеазиатский леопард)  |
|  |                                                      |

## Генетика
В кариотипе насчитывается 38 хромосом и 68 плеч аутосом.

## Внешний вид

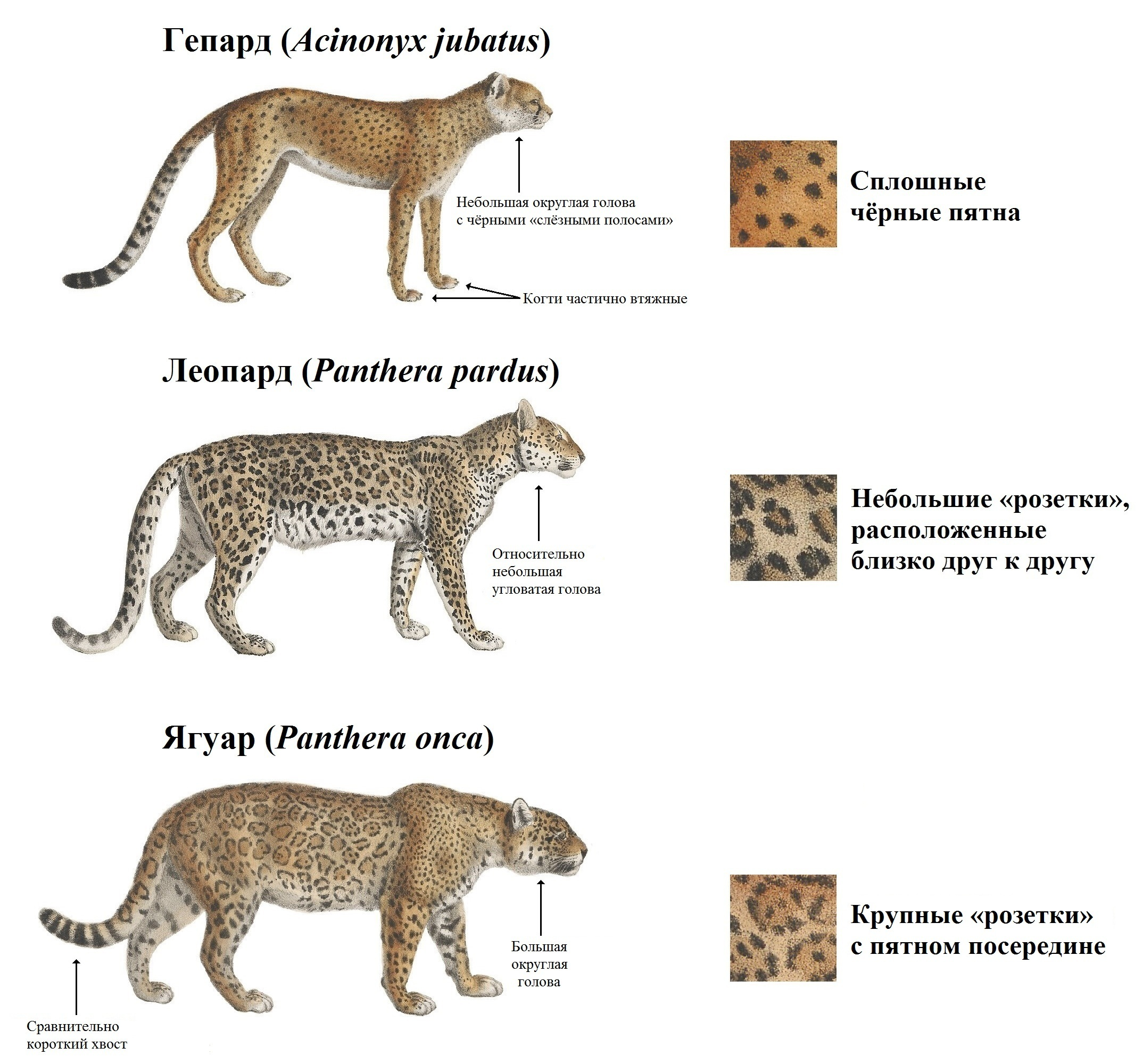
Основные анатомические различия между гепардом, леопардом и ягуаром

Крупная кошка, однако, по величине значительно меньше тигра и льва. Тело вытянутое, мускулистое, несколько сжатое с боков, лёгкое и стройное, очень гибкое, с длинным и относительно тонким хвостом (его длина составляет больше половины всей длины тела). Лапы относительно короткие, но сильные. Передние лапы мощные и широкие. Пальцы кисти и ступни плотно прижаты друг к другу. Голова относительно небольшая, округлая. Лоб выпуклый, лицевые части головы умеренно вытянуты. Уши небольшие, закруглённые, поставлены широко, их длина составляет 7,5-8 см.
Глаза небольшие, зрачок круглый, цвет радужки — жёлтый. Грива или удлинённые волосы в верхней части шеи и на щеках (баки) отсутствуют. Вибриссы представлены чёрными, белыми и наполовину чёрными наполовину белыми упругими волосами длиной до 110 мм.
Размеры и масса леопардов зависят от географической области обитания и сильно варьируют. Особи, населяющие леса, обычно меньше и легче, а обитающие на открытых участках — наоборот, крупнее своих лесных собратьев. Но в среднем самцы на треть крупнее самок.

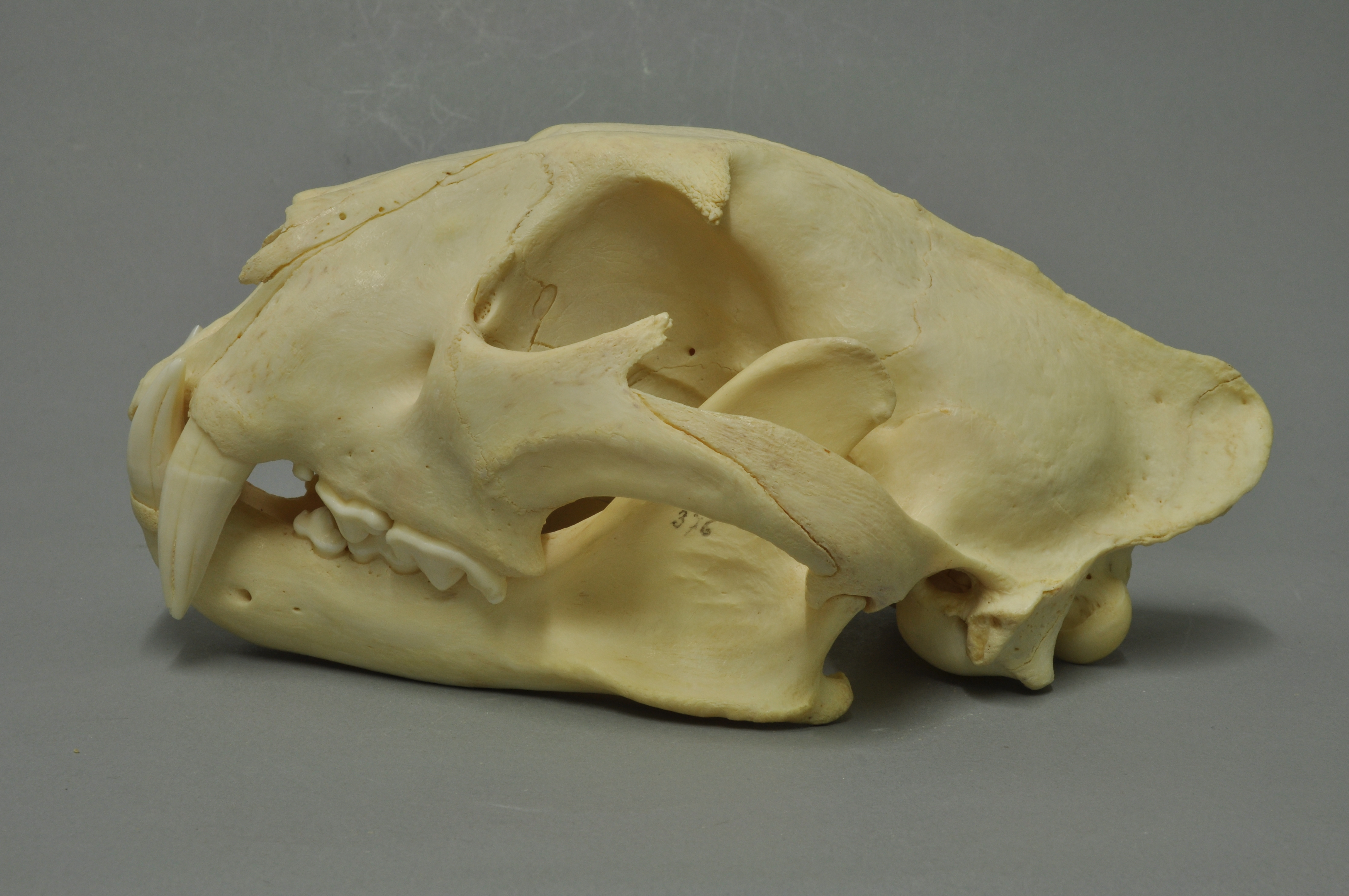
Череп индокитайского леопарда

Длина тела без хвоста — 90—190 см (в среднем 160 см), длина хвоста 60—110 см. Длина тела самцов — 108—160 см (иногда длина может доходить до 180 см), самок — 102-112 см; длина хвоста соответственно — 75-100 и 72-73 см. Масса самок — 32—65 кг, самцов — 60—75 кг (по другим данным, масса самцов — 32-40 кг, лишь в некоторых случаях до 60 кг). Высота самцов в холке — 50—78 см. Высота в холке наиболее мелких особей самок достигает лишь 45 см.
Кондилобазальная длина черепа менее 25 см (у самцов — 17,4-22,3 см; у самок — 17-18,8 см). Череп в целом относительно массивный, относительно низкий, довольно вытянутый, с нешироко расставленными скуловыми дугами, носовые кости удлинённые, равномерно суживаются сзади. Взрослый леопард, как и большинство других кошачьих, имеет 30 зубов. На верхней и нижней челюсти по 6 резцов, 2 клыка; на верхней челюсти — по 3 премоляра и 1 моляр; на нижней челюсти — по 2 премоляра и 1 моляр. Зубная формула: {\displaystyle I{3 \over 3}C{1 \over 1}P{3 \over 2}M{1 \over 1}}. Клыки относительно тонкие у основания, но при этом длинные и острые. Бакулюм короткий и относительно широкий.
Длинный и подвижный язык оснащён по бокам особыми бугорками, которые покрыты ороговевшим эпителием и позволяют отделять мясо от скелета жертвы. Эти бугорки также помогают при «умывании».

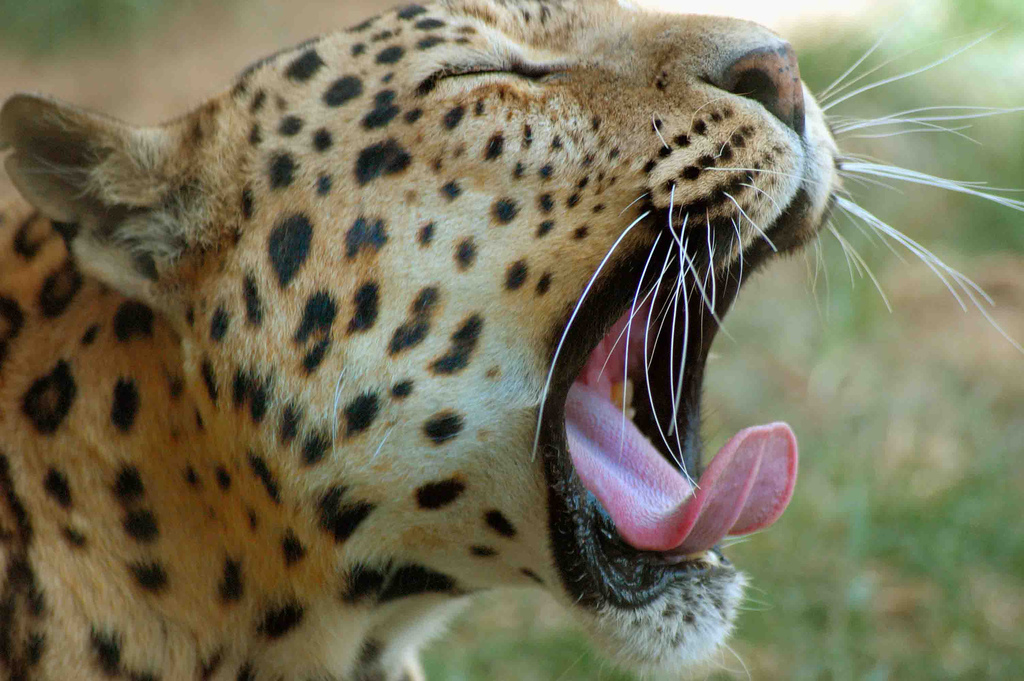
Индийский леопард

Мех равномерный по длине по всему телу, относительно короткий и плотно прилегающий, не пышный даже в зимнее время. Шерсть грубая, густая и короткая. Длина волос на спине составляет до 50 мм. Для барса характерна разница в длине и толщине жёлтых и чёрных (на пятнах) волос, при этом первые являются более тонкими и длинными. Разница между летним и зимним мехом у различных подвидов различная, но относительно небольшая, например, у дальневосточного подвида длина шерсти на спине летом составляет 20—25 мм, а зимой — 50 мм. Цвет основного фона меха зимой бледнее и тусклее, чем летом, когда он становится более ярким и контрастным.
Общий тон окраски меха светлый, основной фон — жёлтый или рыже-жёлтый с небольшими чёрными пятнами, образующими кольцевые фигуры со светлой серединой. Данные пятна бывают двух типов — сплошные или в виде кольцевых фигур — так называемой «розетки». В центре последних находится светлое поле, более или менее соответствующее по окраске цвету основного фона меха. Чёрные кольца могут быть цельными, но обычно они прерваны в 2—5 местах, состоят из сгруппированных в кольцо 2—5 отдельных пятен. Самые крупные кольцевые пятна, как правило, имеют диаметр до 50—65 мм, к дистальным отделам лап пятна уменьшаются в размерах. Очертания пятен обычно резкие. Поперечные (вертикальные) полосы в окраске отсутствуют, но иногда отдельные пятна на задней части спины и на боках могут сливаться в короткие продольные полосы, либо образуют сплошную полосу-«ремень».

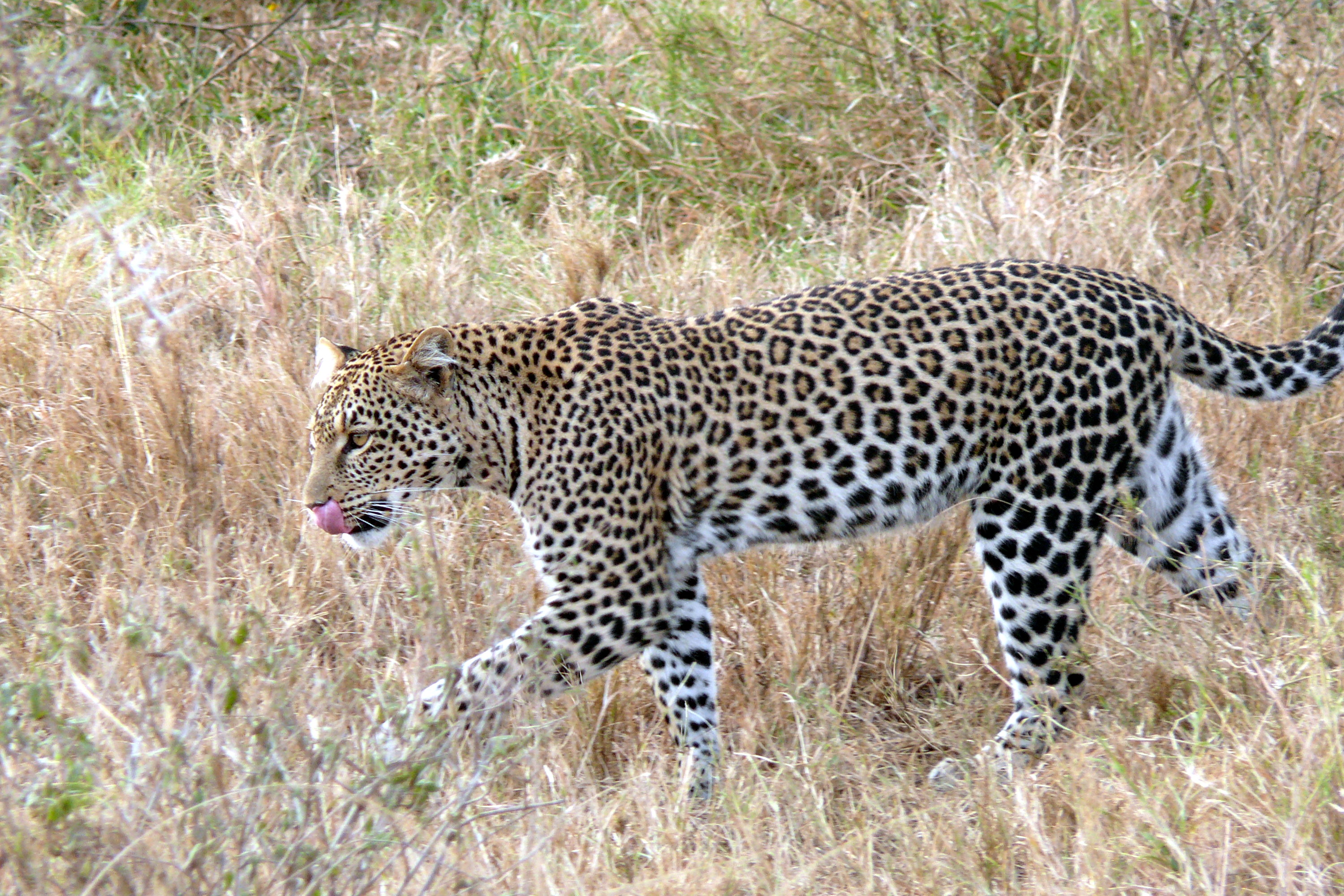
Африканский леопард

Общий тон окраски меха при сравнении различных подвидов варьирует от бледно-соломенного или серого до ржаво-бурого. У среднеазиатских подвидов — преимущественно песочно-сероватый, у дальневосточного подвида — рыжевато-жёлтый. Молодые леопарды окрашены несколько светлее — основной фон меха серовато-жёлтый, иногда грязно-белый.
Общий тон окраски изменчив географически и индивидуально, меняется также по сезонам. У подвидов леопарда, обитающих в северных районах мирового ареала фон меха изменяется от относительно тусклого светло-жёлтого или желтовато-сероватого до яркого желтовато-рыжего с золотистым оттенком, но может также быть светло-серым и почти белым и белёсым. Степень окраски наиболее интенсивная на спине, частично на верхней стороне шеи и головы. По бокам тела яркость и интенсивность окраски общего фона постепенно светлеет, теряя жёлтые и рыжие тона. На брюхе, по внутренней стороне конечностей, на горле и по нижней стороне шеи, на концах лап, по нижней стороне хвоста, в концевой его половине становится белой.
Передняя часть морды леопарда лишена пятен, только в области вибрисс имеются небольшие отметины и тёмное пятно в углу рта. На щеках, на лбу, между глазом и ухом, по верху и бокам шеи находятся преимущественно мелкие сплошные чёрные пятна, на верхней стороне шеи они несколько удлинены. Тыльная сторона ушей чёрная. Кольцевые пятна располагаются на спине и боках тела животного, причём вдоль хребта они обычно имеют вытянутую форму либо же образуют узор, состоящий из крупных вытянутых кольцевых и сплошных пятен. Кольцевые пятна располагаются по бокам тела леопарда, выше лопаток и на бедре. Если кольцевые пятна на боках спускаются до брюха, то они обычно и составляют преобладающий тип пятен. Сплошные тёмные пятна на шкуре леопарда располагаются на всех частях тела, где отсутствуют кольцевые пятна, но они также присутствуют в большем или меньшем количестве вместе с кольцевыми. Конечности и живот леопарда покрыты сплошными пятнами. Пятна, находящиеся на наружной стороне ног — наверху крупные, а книзу становятся более мелкими, на кисти и ступнях представляют собой лишь мелкие крапинки. Хвост сверху, частично и снизу покрыт крупными кольцевыми или сплошными пятнами.

Леопард-меланист, называемый чёрной пантерой

Степень и характер пятнистости изменчивы. Обычно пятна чисто-чёрного цвета, но могут быть и буроватыми. Может варьировать также и общее число и густота расположения пятен. У африканских леопардов пятна мелкие, у азиатских подвидов — более крупные. Изменчива форма сплошных пятен, размеры кольцевых пятен, число составляющих их элементов, а также цвет их внутреннего поля (соответствует цвету основного фона или темнее).
Очень высока индивидуальная изменчивость рисунка и цвета пятен; расположение пятен также является уникальным у каждого отдельного животного, и, таким образом, может быть использовано для идентификации отдельных особей, аналогично отпечаткам пальцев у людей. Данная особенность иногда используется исследователями для идентификации в дикой природе отдельных особей, за которыми ведётся наблюдение. Основной функцией такой окраски является маскировка хищника при охоте.

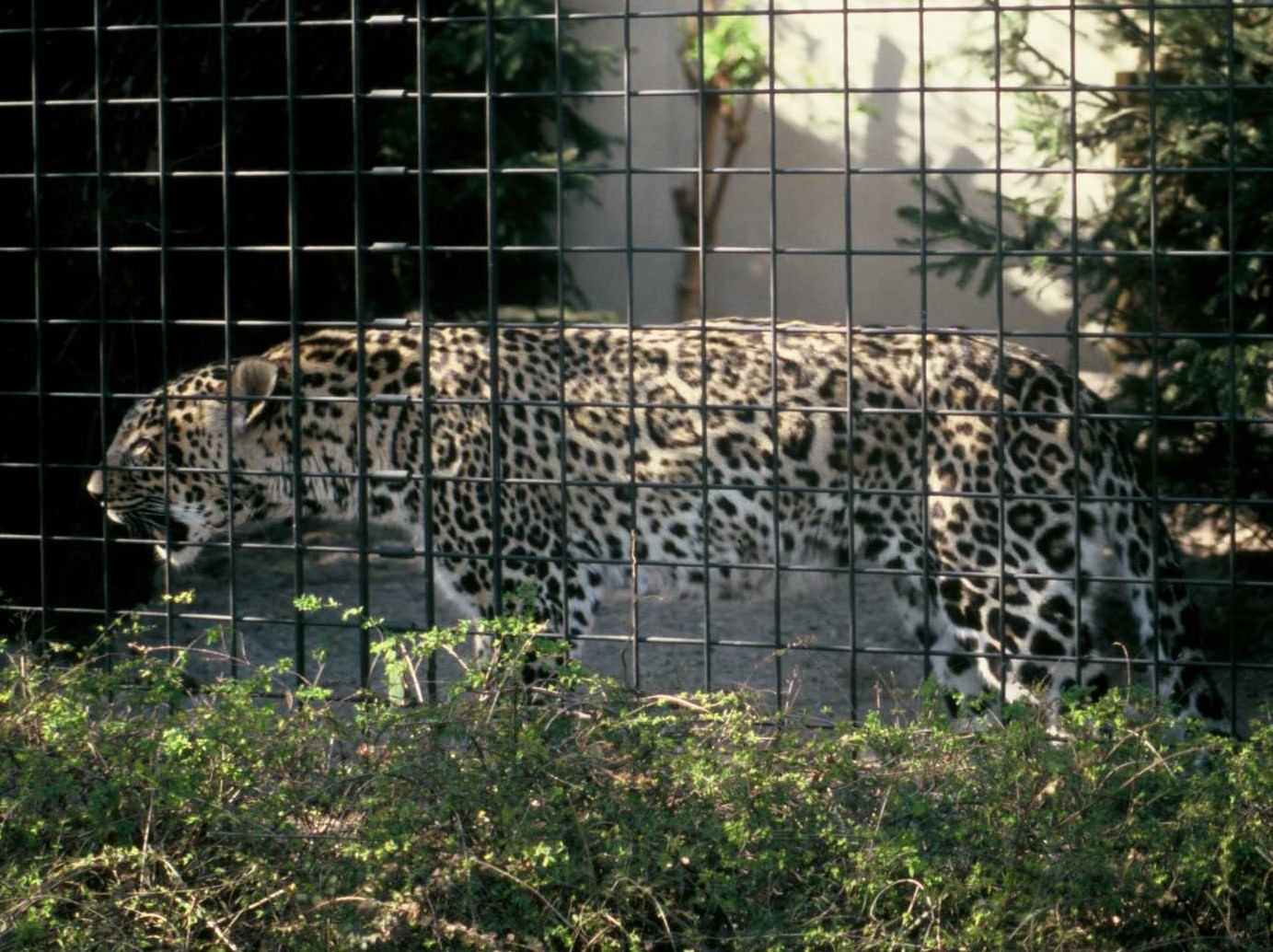
Самец переднеазиатского леопарда с нетипичной окраской, близкой к абундизму

Индивидуальная изменчивость окраски леопардов в целом проявляется только изменениями в интенсивности окраски основного фона меха и вариациями пятнистого узора.
В Юго-Восточной Азии нередко встречаются леопарды-меланисты, которых называют чёрными пантерами. Шкура чёрной пантеры не полностью чёрная, на ней в большей или меньшей степени всегда видны проступающие пятна. Тёмный мех отлично маскирует их в густых лесных зарослях. Особенно часты они на Яве. Рецессивный ген, ответственный за меланизм, значительно чаще встречается в популяциях леопарда, обитающих в лесных и горных районах, а также у леопардов из тропической Азии. На полуострове Малакка чёрный окрас имеет почти половина всех леопардов; в других местах показатель распространённости меланизма значительно ниже.Чёрные особи могут родиться в одном выводке с нормально окрашенными детёнышами. Обычно чёрные пантеры более агрессивны, чем остальные леопарды.
Неполный меланизм, псевдомеланизм или абундизм — состояние, при котором усиленная пигментация кожи или других покровов происходит не равномерно, а отдельными участками, также встречается среди леопардов. При абундизме пятна расширяются вплоть до слияния. Абундизм, как и меланизм, чаще всего является результатом мутаций.
Когти светлые, воскового цвета, сдавлены с боков, сильно изогнуты, очень острые. Длина по наружной дуге достигает 55 мм на передних лапах. На задних лапах когти меньше и являются не столь острыми.
Половой диморфизм как таковой отсутствует, и половые различия выражаются только в меньших размерах тела и более лёгком строении черепа у самок.
Продолжительность жизни в дикой природе до 10—11 лет, в неволе до 21 года.

## Распространение и места обитания

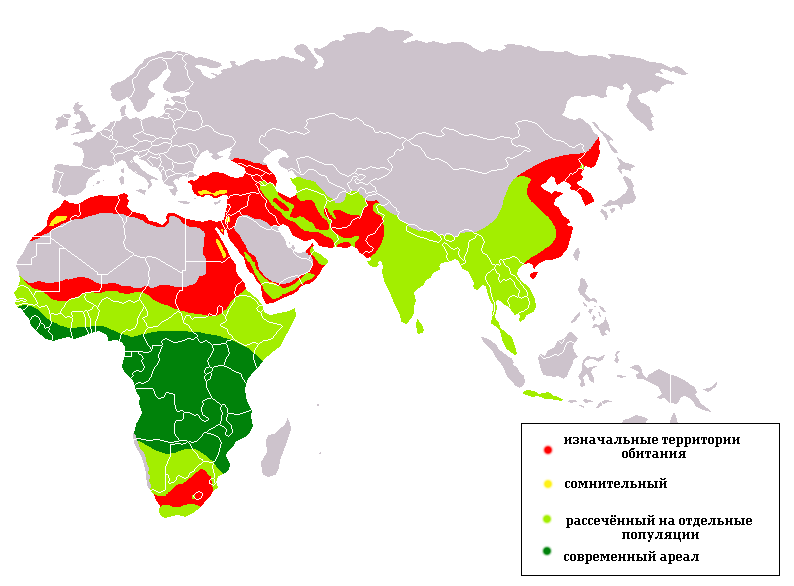
Ареал леопарда.
Изначальный ареал, участки где вид уже не встречается
Статус ареала сомнительный
Современный ареал, участки рассечённых на отдельные популяции
Современный ареал, со стабильными популяциями

Область распространения леопарда шире ареала любого другого представителя семейства кошачьих, за исключением домашней кошки. Пластичность вида объясняется скрытным образом жизни и его способностью охотиться на самых различных животных.
Населяет лесные, частично лесостепные области, саванны и горные области Африки и Южной Передней и южной половины Восточной Азии.
Исторический ареал леопарда охватывал большую часть Африки (кроме Сахары), Переднюю Азию, Закавказье, Пакистан, Индию, Китай, Индонезию, острова Ява, Занзибар и Шри-Ланка. Сегодня на ряде территорий леопард не встречается, либо вымер (Марокко, Синайский полуостров, Занзибар), на других — его ареал стал рассечённым на отдельные популяции, порой сильно отдалённые одна от другой. В России встречается в Приморском крае и, вероятно, на Северном Кавказе.
Современный ареал охватывает юг Приморья, Северо-Восточный Китай, Маньчжурию, Корейский полуостров, восточную окраину Тибета, Индокитай, Малакку, Яву и архипелаг Кангеан, Бирму, Индию, Гималаи, Пакистан, Афганистан, горные районы юга Туркменистана и Таджикистана, Иран, Малую Азию, Аравийский полуостров, всю Африку к югу от Сахары. Также в настоящее время ареал повсюду сильно изменяется в сторону сокращения.
В четвертичном периоде леопарды вне современного ареала населяли Францию, Италию, Англию, Германию, Бельгию, Испанию, Португалию, Швейцарию, Венгрию, Румынию. Некоторые находки указывают на обитание данного вида в Европе до неолита включительно.
В Африке леопард обитает как во влажных джунглях центральных регионов континента, так и в горах, саваннах и полупустынях от Марокко до мыса Доброй Надежды. Леопард избегает больших пустынь и засушливых территорий без воды и поэтому отсутствует в Сахаре и самых засушливых регионах Намибии.
В Азии он населяет как хвойные леса на Амуре, так и глухие тропические, субтропические и смешанные леса на горных склонах и равнинах Индии и Юго-Восточной Азии. В Азии его ареал простирается на юго-западе вплоть до Аравийского полуострова, включая Израиль и Анатолийское нагорье и на юго-востоке вплоть до острова Ява. Однако, он отсутствует на Суматре и Борнео, а также в безводных пустынях. Тем не менее, ископаемые находки показывают, что леопард населял также и Суматру. Сегодня северная граница азиатской области распространения проходит от Кавказа, Афганистана и Кашмира, вдоль Гималаев до Амура.
Ареал леопарда на территории стран бывшего СССР представляет собой самую северную окраину видового ареала и по сути представлен тремя отдельными частями — кавказской, среднеазиатской и дальневосточной, соединяющихся на юге вне пределов страны. Среднеазиатская часть, в свою очередь, также разбита на несколько отдельных обособленных участков.
Ареал леопарда на Кавказе к середине XX века катастрофически сократился, его численность ничтожна, и фактически данный подвид находится на грани полного вымирания. На Кавказе ареал (восстановленный) занимает лесистые горные предгорья, безлесные горы. Начинаясь на западе у Туапсе, возможно несколько западнее, он, захватывая северные предгорья, далее следует на восток и юго-восток до восточной оконечности Кавказского хребта. В предгорьях леопард заселяет лесные массивы, встречаясь до верхней границы лесов и даже выше. На южном склоне Кавказского хребта спускается до подножья гор. В Закавказье ареал леопарда занимал всю горную область Малого Кавказа, в том числе территорию между Рионом и Курой и за ичключением пустынной части Азербайджана. Наиболее стабильные популяции на начало 2000-х сохранялись в горах близь границы бывшего СССР с Ираном, отдельные особи также отмечались и в Дагестане. Среднеазиатский участок ареала леопарда связан с областью распространения животного в Передней Азии — в Иране и Афганистане и представляет собой по сути её северную окраину. Он является разбитым на несколько участков. Так, в западной части — в Туркменистане большой участок ареала занимает Копетдаг, отдельным крайне малым участком обитания является возвышенность Малый Балхан и несколько больший — Большой Балхан, отделённые друг от друга участками пустынной равнины. При этом популяции леопардов на этих участках изолированы. Отдельный участок среднеазиатского ареала находится на правобережье верхней Амударьи и Пянджа. Дальневосточный участок ареала в пределах России связан с областью обитания в Северо-Восточном Китае и на Корейском полуострове. Данный участок находится в Уссурийском крае, частично в Приамурье и Забайкалье. До 1970-х годов также отмечался на юге Сихотэ-Алиня; в начале XX века — в верховьях Имана, а ранее — также и в верховьях Амура и в Забайкалье.

## Подвиды
Считалось, что леопард образует до 27 подвидов (по даным на 2001 год — около 20), которые различаются главным образом окраской и расположением пятен. Однако недавние работы по изучению их ДНК показали, что только восемь или девять из них можно считать достаточно обособленными.
Следующий список показывает разделение первоначально описанных подвидов в пределах генетически подтверждённых подвидов.
- Африканский леопард (Panthera pardus pardus), Африка
  - Panthera pardus melanotica
  - Panthera pardus nanopardus
  - Берберийский леопард (Panthera pardus panthera)
  - Panthera pardus suahelica
  - Panthera pardus antinorii
  - Panthera pardus reichenowi
  - Panthera pardus leopardus
  - Panthera pardus shortridgei
  - Panthera pardus ituriensis
  - Panthera pardus chui
  - † Занзибарский леопард (Panthera pardus adersi)
- Индокитайский леопард (Panthera pardus delacouri), Индокитай
- Яванский леопард (Panthera pardus melas) Ява
- Индийский леопард (Panthera pardus fusca), Индия, южный восточный Пакистан, Непал
  - Panthera pardus pernigra
  - Panthera pardus millardi
- Цейлонский леопард (Panthera pardus kotiya), Шри-Ланка
- Севернокитайский леопард (Panthera pardus japonensis), Китай
- Дальневосточный леопард (Panthera pardus orientalis), Российский Дальний Восток, Северный Китай, Корея[36]
- Персидский леопард (Panthera pardus saxicolor), Передняя Азия, Кавказ[39]
  - Синайский леопард (Panthera pardus jarvisi)[40]
  - Переднеазиатский леопард (Panthera pardus ciscaucasica)[40][36]
  - Анатолийский леопард (Panthera pardus tulliana)[40] в настоящее время также объединяют с персидскими. Последняя официальная запись об анатолийском леопарде датируется 17 января 1974 г. Эта запись об убийстве леопарда. Леопард напал на женщину в селении. Предполагается, что ещё 10—15 переднеазиатских леопардов находятся в Турции.
  - Panthera pardus datbei
  - Panthera pardus sindica
- Южноаравийский леопард (Panthera pardus nimr)[40], Аравийский полуостров; нередко его объединяют с персидским леопардом (Panthera pardus saxicolor)

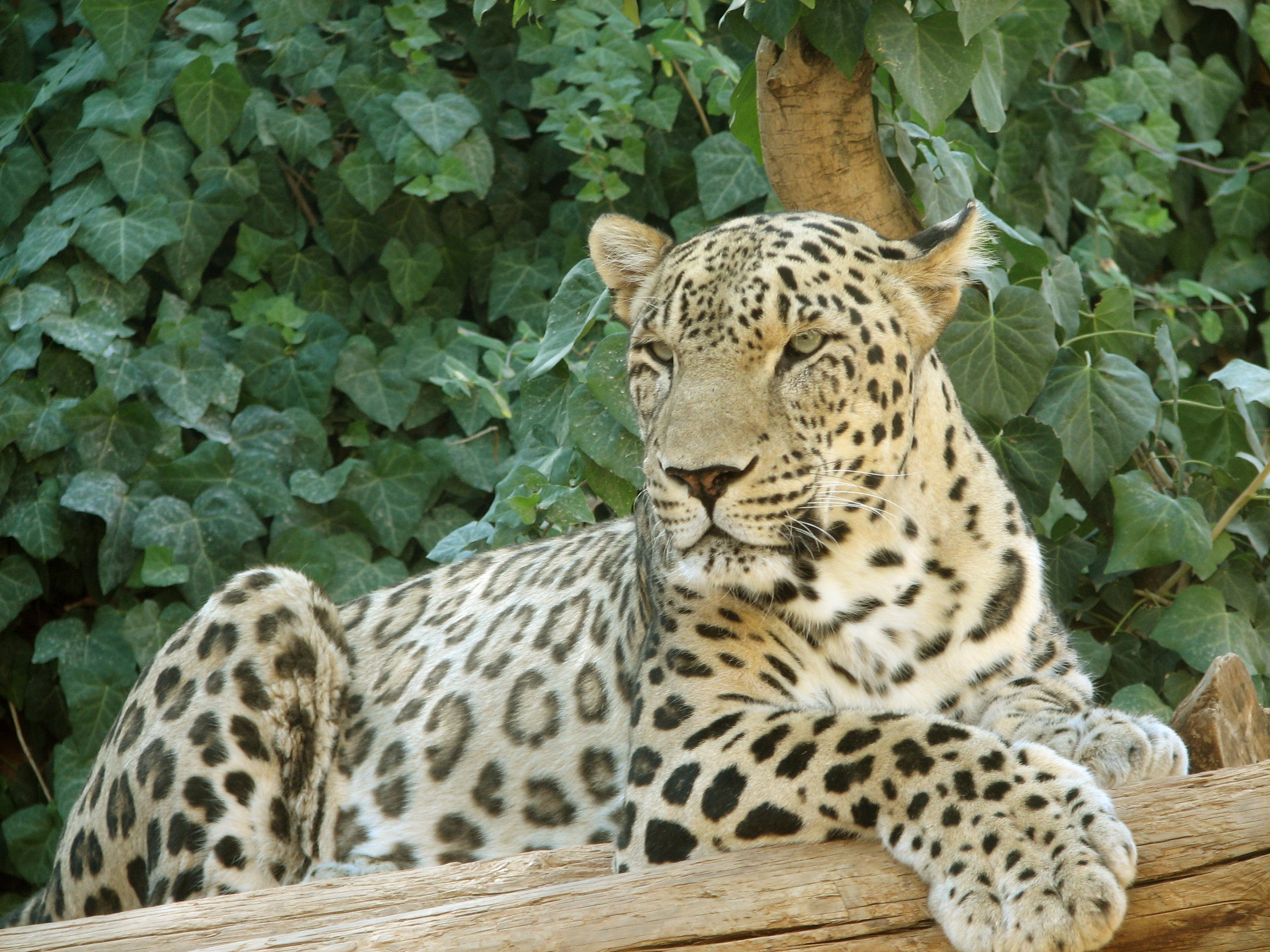
Персидский леопард (Panthera pardus saxicolor)
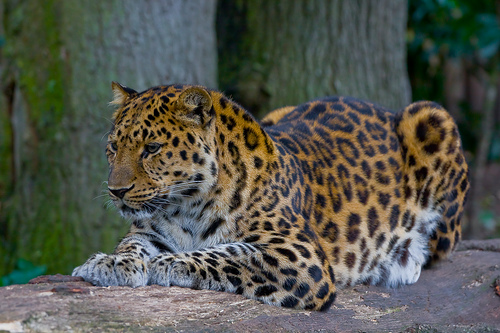
Дальневосточный леопард (Panthera pardus orientalis)
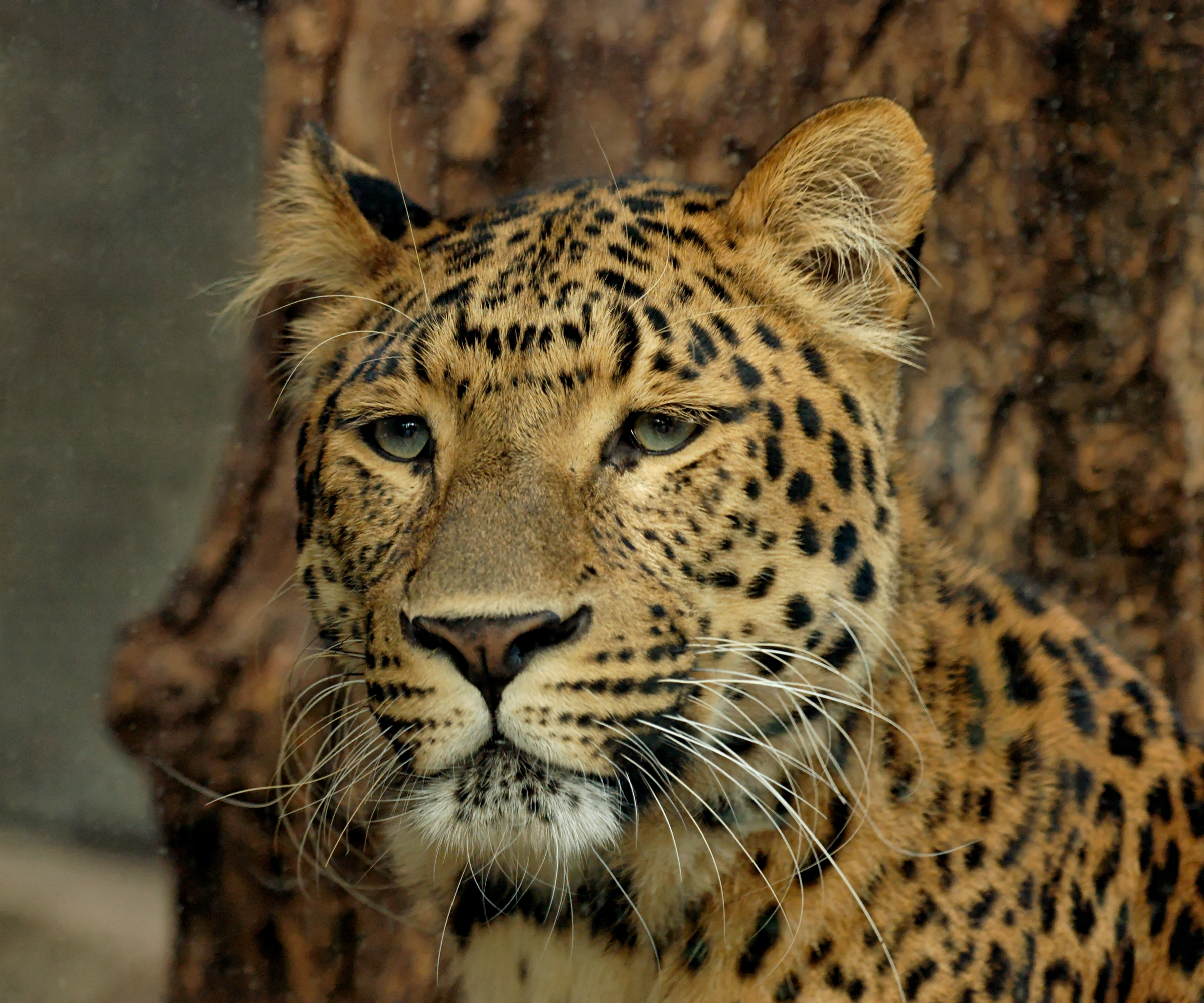
Севернокитайский леопард (Panthera pardus japonensis)
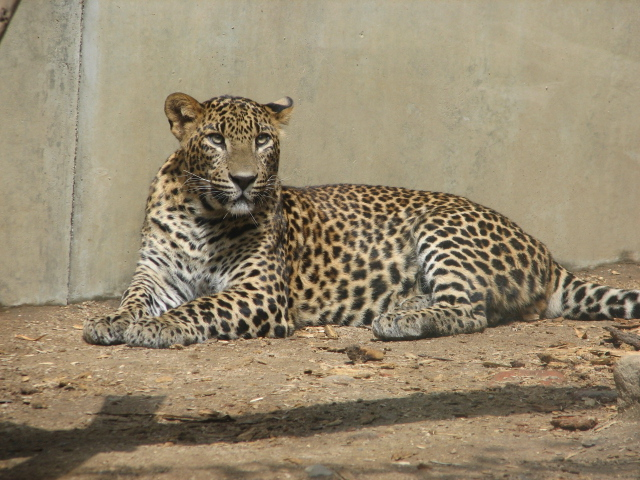
Цейлонский леопард (Panthera pardus kotiya)
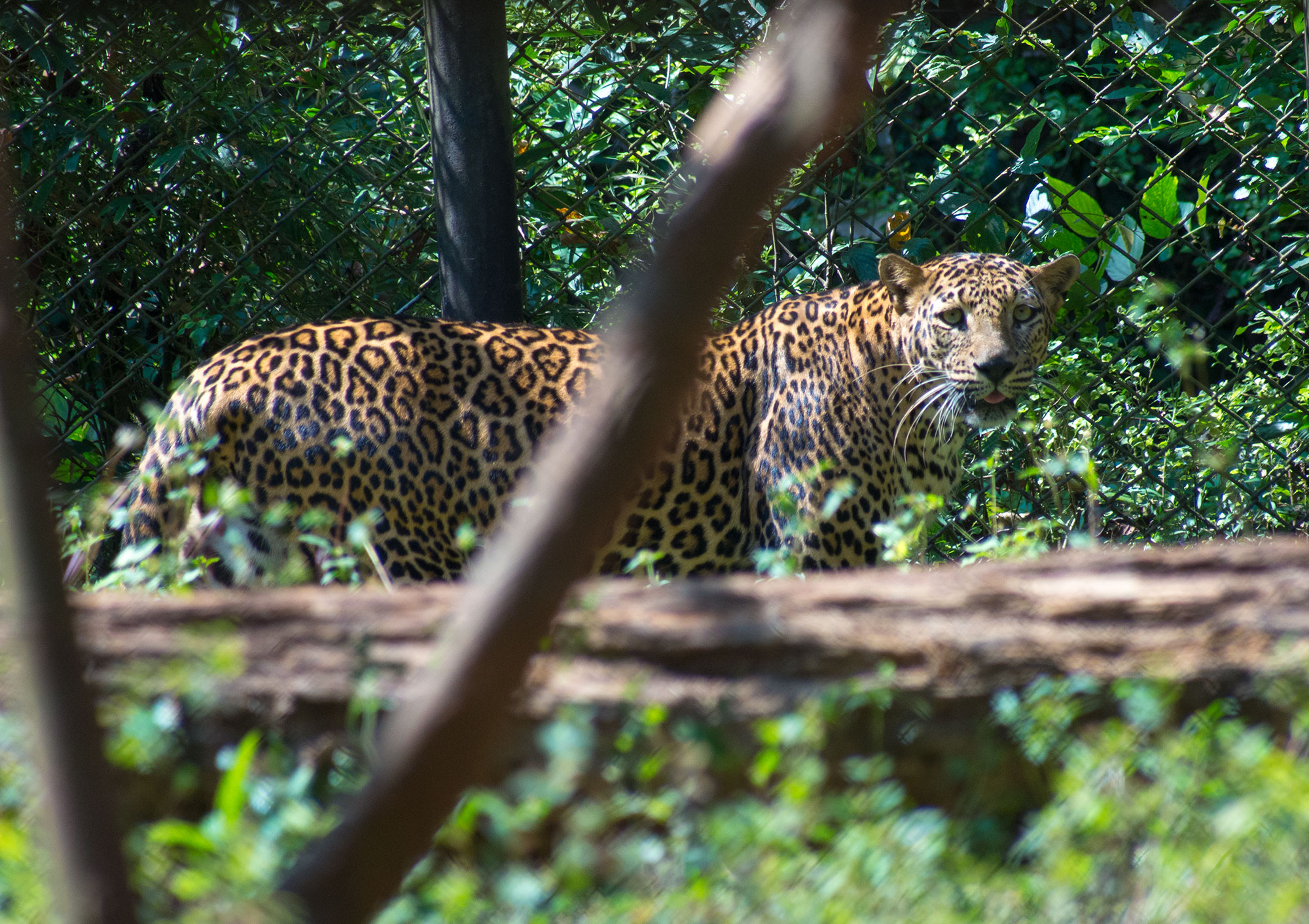
Индийский леопард (Panthera pardus fusca)

### Доисторические вымершие подвиды
- † Panthera pardus spelaea — обитал в Европе в эпоху плейстоцена;
- † Европейский леопард (Panthera pardus sickenbergi) — был широко распространён на территории Европы. Вымер к концу плейстоцена, около 10 000 лет назад[41]. Вероятный младший синоним к P. p. spelaea.

## Гибриды

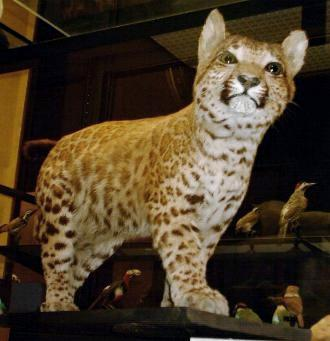
Чучело пумапарда

Как и многие другие виды подсемейства больших кошек, леопард способен к скрещиванию и гибридизации с другими видами подсемейства. На практике подавляющее большинство гибридов леопарда с другими видами получено в условиях неволи (во многом из-за того, что ареалы разных видов крупных кошек зачастую не пересекаются), случаи гибридизации в дикой природе крайне редки. Некоторые из гибридов способны к размножению.
Леопон — гибрид самца-леопарда с львицей. Первое документально зарегистрированное появление леопона произошло в Колхапуре, Индия в 1910 году. В середине XX века их специально разводили в зоопарках Японии, Германии и Италии. Гибриды бесплодны.
Голова леопона напоминает формой львиную, в то время как остальные части тела напоминают таковые у леопарда. По своим размерам леопоны крупнее леопардов, но меньше львов. Самцы леопонов могут иметь гриву до 20 см длиной. Леопоны имеют коричневые (реже чёрные) пятна и хвосты с кисточкой как у львов, а также в отличие от последних.
Ягопард — гибрид самца-ягуара с самкой леопарда.
Также известны гибриды леопардов с пумами — пумапарды. Цветом меха эти звери похожи на пум, но имеют на шкуре бледные пятна. У них короткие лапы и длинные хвосты. Для пумапардов характерна карликовость — они вдвое мельче своих родителей.

## Биология и экология

### Территориальное и социальное поведение

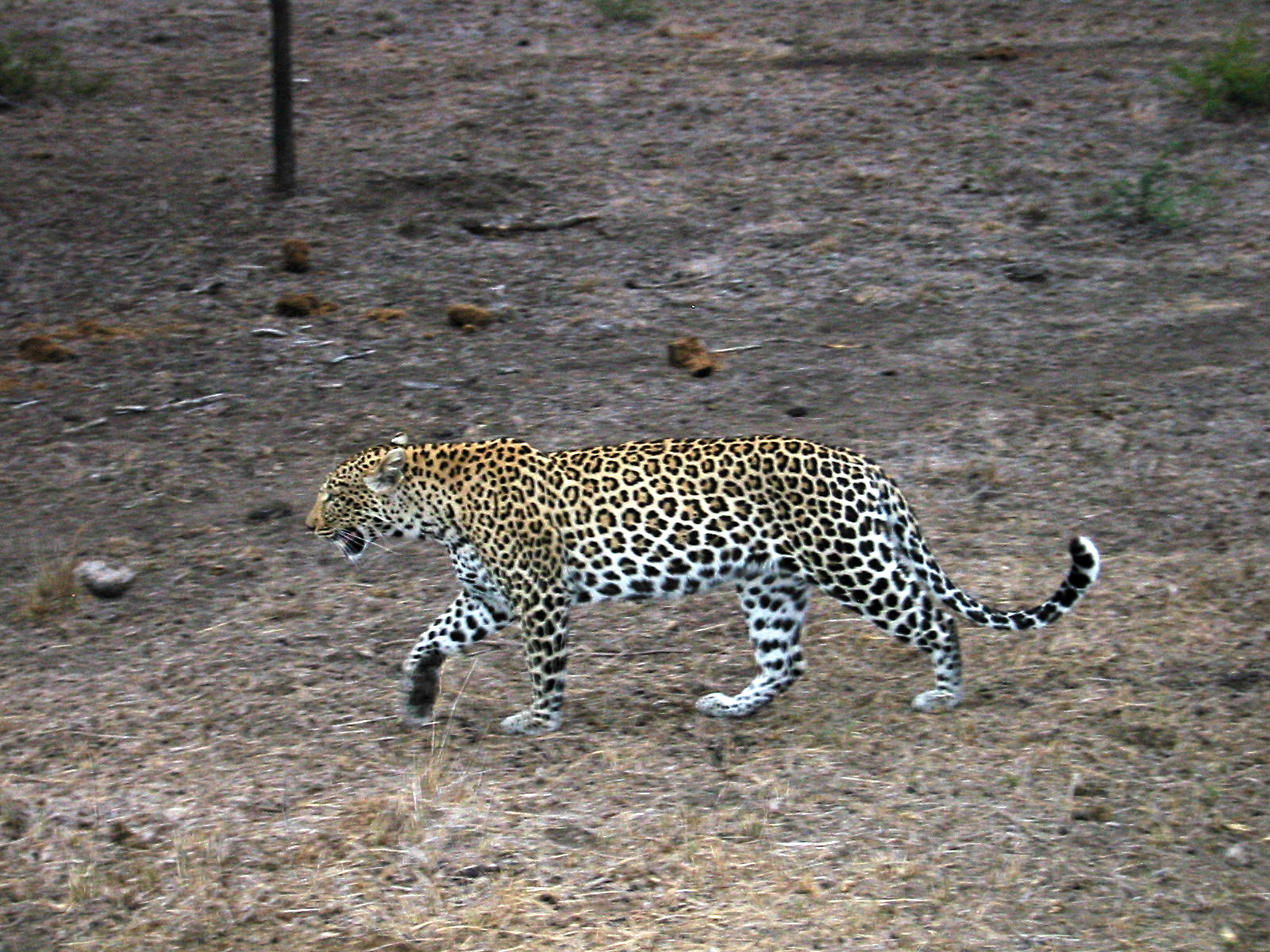
Леопард в южноафриканском заповеднике

Это одиночный, преимущественно ночной зверь (как правило, охотится в сумерки: утром и в первую половину ночи), хотя его нередко можно заметить и днём. Леопарды легко приспосабливаются к окружающей среде и живут в лесах, горах, саваннах, полупустынях и даже пустынях, причём площадь индивидуального участка варьирует от 8 до 400 км² в зависимости от региона, рельефа и обилия добычи. На территории бывшего СССР размер участка достигает 100 км². Несмотря на относительно небольшие размеры, леопард способен охотиться и на крупную добычу массой до 900 килограммов. В Закавказье встречается в скалистых и безлесных горах и сухом редколесье, на пустынных склонах или на равнине в густых кустарниковых зарослях. На территории Большого Кавказа обитает в субальпийском поясе на высоте до 3000-3500 м над уровнем моря, предпочитает горы с крутыми склонами. В Приморье предпочитает глухие горные широколиственные леса со скалами, ручьями и скалами. В Средней Азии предпочитает скалистые ущелья с обрывами, каменными россыпями и рощами арчи, не поднимается на высоту более 1500 м. В Туркменистане обитает в тугайных лесах, остепнённых плакорах, и даже в солончаках при условии, что там пасутся овцы.
Леопард ведёт бродячий образ жизни, либо же оседлый (особенно при достатке добычи). Постоянное жилище устраивается только во время периода размножения, для детёнышей. Леопард любит отдыхать в пещерах, под навесами скал и в местах с хорошим обзором местности.
Леопард прекрасно лазает по деревьям, нередко устраиваясь там на дневной отдых или в засаде, а порой даже ловит на деревьях обезьян. Так же ловко леопард передвигается по скалам. Однако в основном леопард охотится на земле.
Охота леопарда происходит следующим образом: после активного поиска добычи, он тихо подкрадывается к ней на расстояние, удобное для прыжка или прячется в засаде — на ветвях деревьев или в кустах. Затем животное бросается на добычу прыжками и душит её, но в случае неудачи не преследует её. Убивает жертву леопард, прокусывая череп, либо же прогрызая ей горло, свалив её перед этим на землю. Бывали случаи, когда леопард не подкрадывался к добыче, а наоборот специально шлёпал лапами, чтобы добыча услышала его, потом затихал, и поэтому добыча не знала, в каком именно он находится месте. Обычно леопард загрызает только одно животное, не распугивая остальных. Остатки крупной добычи он часто прячет под буреломом или затаскивает на дерево, чтобы уберечь от гиен, шакалов и других падальщиков. Добычей леопард кормится два-три дня, укрываясь по соседству с местом, где была добыта жертва. За раз леопард съедает 2-3 кг мяса, может относительно долго обходиться без воды.
Леопард на коротком расстоянии способен догнать косулю, кабаргу или собаку. Хорошо плавает, но старается не заходить в воду без надобности.
Леопард — немногословное животное. Наиболее характерным издаваемым звуком является негромкий рык, похожий одновременно на кашель и скрежет пилы, который невозможно спутать с другими звуками.

### Питание

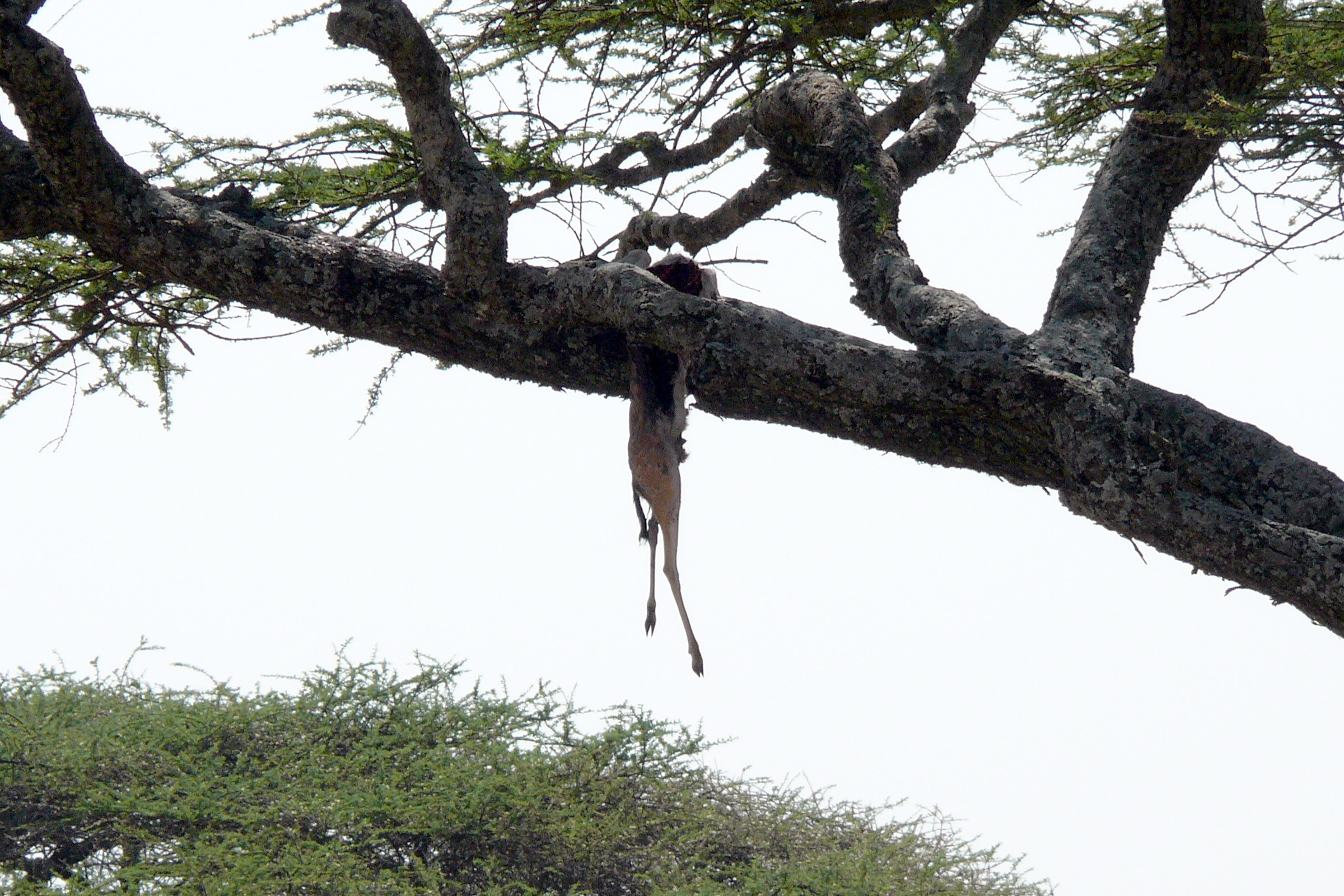
Обглоданная леопардом туша на дереве, заповедник Серенгети (Танзания)

Питается леопард в основном копытными: антилопами, оленями, косулями, кабанами, дикими козлами и баранами, кабаргами, джейранами и другими, а в период бескормицы — грызунами (включая дикобразов), зайцами, барсуками, лисицами, шакалами, обезьянами, птицами, пресмыкающимися, насекомыми и даже нападает на сервалов и каракалов. Иногда нападает на домашних животных (овец, лошадей). Подобно тигру часто похищает собак; от него страдают лисы и волки. Не брезгует падалью и крадёт добычу у других хищников, в том числе у других леопардов.
Леопард очень редко нападает на человека (обычно не нападая первым), не будучи им потревожен, но делает это всегда будучи раненым, становясь таким образом очень опасным. Результаты его нападения могут иметь роковые последствия для человека. Кроме человека, естественных врагов у леопарда нет.

### Размножение

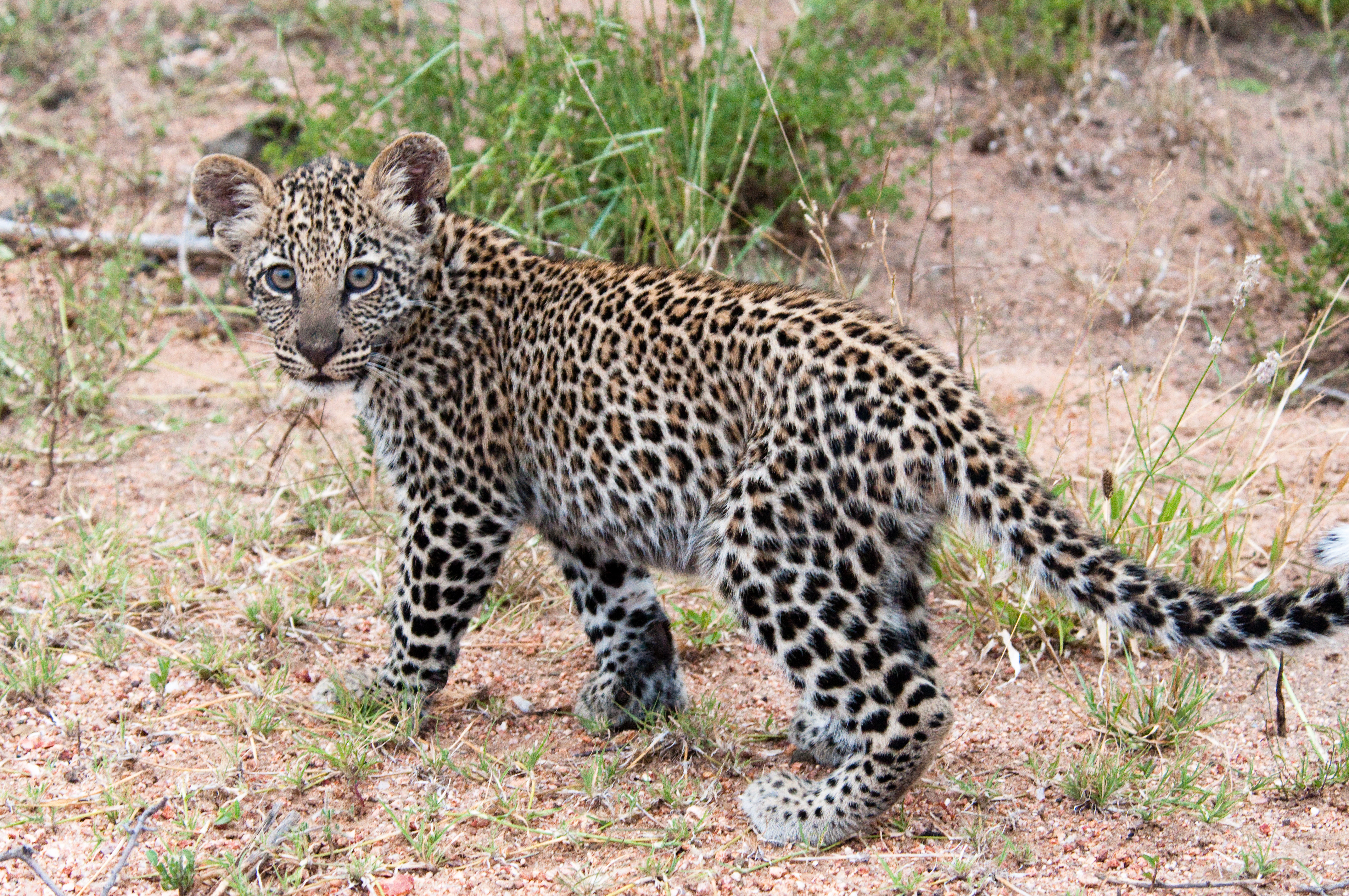
Детёныш леопарда, национальный парк Крюгера (ЮАР)

Леопард является полигамом. Определённого срока гона и рождения детёнышей нет. В южных районах обитания леопарды размножаются круглый год. На Дальнем Востоке течка у самок происходит в конце осени — начале зимы. По другим данным, в северных районах ареала период гона у леопардов проходит в декабре-январе. Течка длится 12-18 дней, иногда до 25 дней. Как и у других кошек, оно сопровождается драками и громким рёвом самцов, хотя в обычное время леопард редко подаёт голос, будучи более молчаливым, чем лев и тигр.
После 3-месячной беременности (длящейся 90-105 дней) рождаются 1—2, реже 3 слепых детёныша, максимум пятеро. В северных районах ареала детёныши появляются на свет весной: в марте и начале апреля (в Туркменистане — в июне-начале июля), впрочем иногда рождение может происходить и в другие сроки (известен случай обнаружения детёнышей в Туркменистане в начале декабря). Новорождённый леопардёнок покрыт густым светло-коричневым мехом с уже различимыми пятнами, весит 500-700 г. Логовом им служат пещеры, расщелины, ямы под вывернутыми корнями деревьев в глухом, уединённом месте. Детёныши прозревают на 10 день, в двухмесячном возрасте начинают выходить из логова. Мать кормит детёнышей молоком на протяжении 5-6 месяцев, хотя ещё в возрасте 2 месяцев детёныши начинают поедать полупереваренное мясо, отрыгиваемое матерью. Выводок держится вместе с матерью до наступления у неё течки (хотя могут держаться вместе и позднее). Уже в возрасте 1 года леопарды начинают жить самостоятельно. Молодые леопарды растут заметно быстрее тигрят и уже в возрасте 2-3 лет достигают полного роста и половой зрелости, причём самки несколько раньше, чем самцы. После распада выводка молодые особи ищут незанятые участки, уходя при этом на значительные расстояния.

## Статус популяции
Численность леопардов на всём ареале неуклонно сокращается. Главная угроза для него связана с изменением естественных мест обитаний и сокращением кормовой базы.
Известно, что на 2007 год количество дальневосточных леопардов составляло всего 25—34 особи. В Туркменистане на 2001 год численность леопардов достигала в 130—150 особей.

## Охрана
Торговля леопардовыми шкурами, когда-то представлявшая собой серьёзную проблему, сейчас отошла на второй план, и главную озабоченность вызывает браконьерский отстрел животных для нужд восточной медицины.
Пять подвидов леопардов, в том числе и дальневосточный леопард, включены в Красную книгу МСОП и в Красную книгу России.
На данный момент в некоторых участках ареала (в частности, на Северном Кавказе) производится реинтродукция леопарда.

## Леопард и человек

### Охота на леопардов

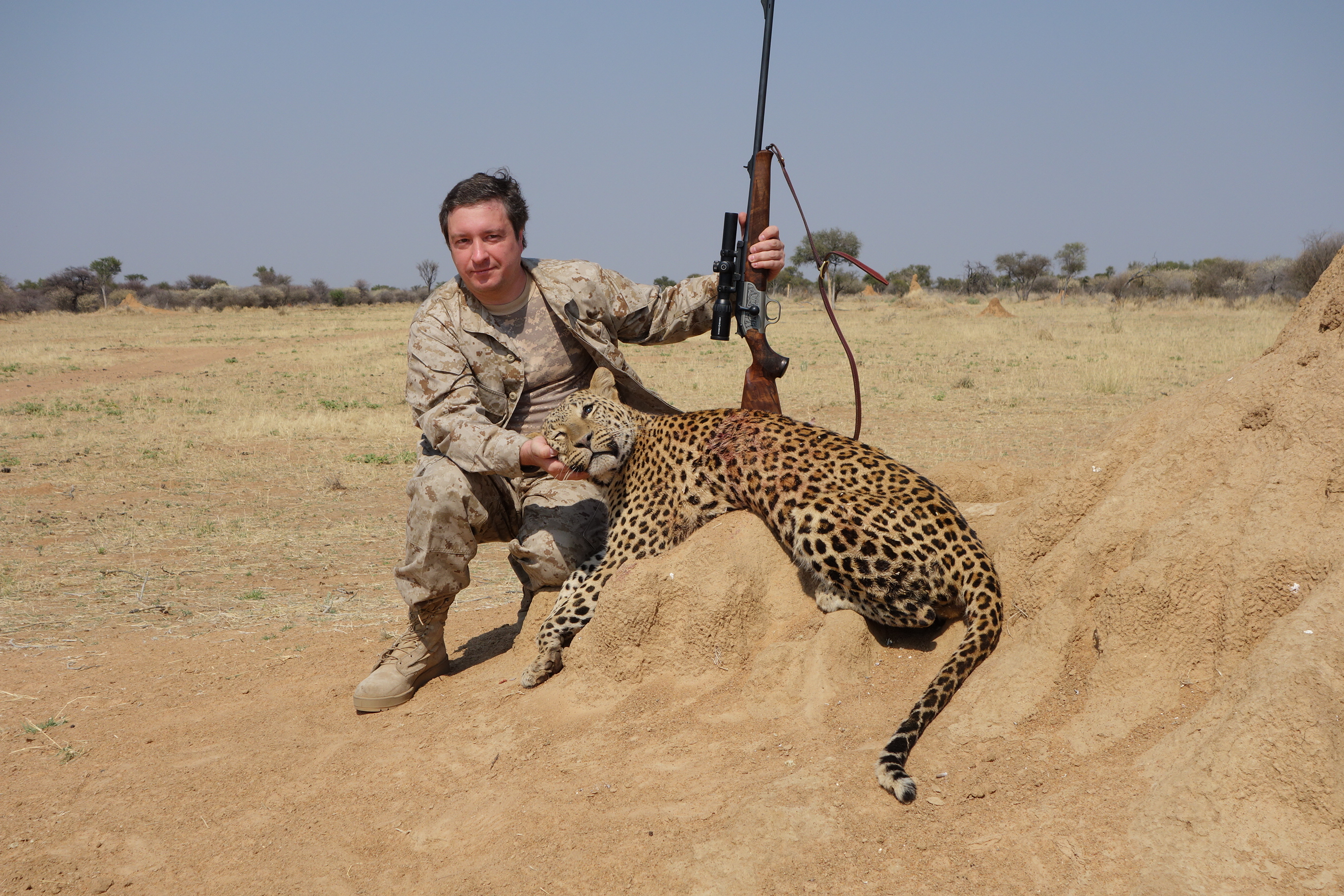
Охотник с добытым леопардом (Намибия, 2014 год)

Охота на леопардов всегда велась на территории его ареалов, а сам леопард является одним из самых желанных охотничьих трофеев. Африканский леопард традиционно относится к «большой пятёрке» — самым опасным охотничьим зверям, представляющим собой наиболее престижные трофеи (помимо леопарда — слон, носорог, лев и африканский буйвол).
В XIX и начале XX столетия добыча леопардов в Африке и Азии носила совершенно бесконтрольный характер, что стало важнейшим фактором исчезновения этого зверя в большинстве мест его обитания.
В настоящее время охота на леопардов в Азии полностью запрещена, хотя во многих районах всё ещё процветает браконьерство (на «чёрном рынке» существует постоянный спрос на шкуры леопарда, кроме того, части туши леопарда высоко ценятся в китайской народной медицине).
Во многих странах Африки относительно высокая численность леопардов позволяет выделять ежегодно квоту на их добычу. Стоимость трофея леопарда составляет от $4 тыс. до $12 тыс. На леопарда обычно охотятся у привады, в качестве которой используется туша небольшого животного (павиана, антилопы и т. д.). Туша должна быть достаточно свежей, потому что леопард (как и другие кошачьи и, в отличие от, например, медведей), избегает разложившейся падали. Привада привязывается к одной из нижних ветвей одиноко стоящего дерева, часто посещаемого леопардом так, чтобы она была хорошо видна на фоне закатного неба. Стрелять приходится быстро и на близком расстоянии. Раненый леопард исключительно опасен, он чаще нападает, чем старается уйти. Кроме того, он часто притворяется мёртвым и бросается на подошедшего охотника.
Начиная с 30-х годов XX века леопард стал «жертвой моды». Гигантский спрос на пятнистые шкуры леопарда сохранялся до середины 70-х годов. В эти годы многие «звёзды» появлялись на обложках глянцевых журналов и светских мероприятиях именно в леопардовых манто и жакетах, что привело к значительному снижению популяции. Известно, что только за период с 1962 по 1968 годы на пушной рынок Европы поступило более 250 тысяч шкур леопарда. Основными «популизаторами» леопардовой моды можно назвать известную итальянскую киноактрису Джину Лоллобриджиду и супругу президента США Жаклин Кеннеди.

### Леопарды-людоеды

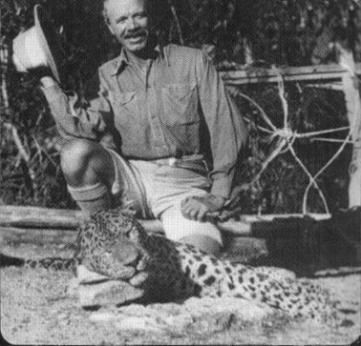
Джим Корбетт у туши застреленного им леопарда-людоеда из Рудрапраяга в 1926 году.

Как и в случае львов и тигров среди леопардов бывают людоеды; обычно это старые или больные особи, неспособные охотиться на копытных. Однако, леопард-людоед — гораздо более редкое явление, чем тигр или лев.
Так, печально прославился в 20-х годах XX века «рудрапраягский людоед» из Индии. На счету этого леопарда было 125 случаев официально зарегистрированных убийств людей. Он преимущественно пробирался в деревни ночью и убивал людей непосредственно в их дворах или хижинах.
Помимо одряхлевших и больных особей людоедами становятся леопарды, получившие ранения от игл дикобраза. Зверь, раненый дикобразом, как правило, становится калекой, утрачивая подвижность, и не может охотиться на свою обычную добычу. Таким леопардам остаётся нападать на людей.

### В индустрии развлечений
В Древнем Риме леопарды, наряду с другими хищными зверями, использовались в боях с животными на ристалищах. Впервые они были привезены в 186 г. до н. э. из Африки.

### Символизм
Леопард выступает символом жестокости, свирепости, агрессивности, неустрашимости. Поскольку пятна леопарда напоминают глаза, его часто называли Неусыпным Стражем. У китайцев леопард и по сей день символизирует смелость, воинственную жестокость. У древних египтян он являлся символом верховного бога Осириса. В античной мифологии леопард был зверем-спутником Диониса (не в последнюю очередь из-за распространённого в то время утверждения, что леопард якобы испытывает мучительную страсть к вину), Афродиты, богини Кибелы из малоазиатского пантеона и волшебницы Кирки из «Одиссеи». Многие древнегреческие герои носили барсовую шкуру: Орфей, Ясон, Антенор и другие.
В византийском трактате «Физиолог» леопард, пантера описывается в положительном свете, в частности, он(а) наиболее дружелюбный зверь, чьим врагом является только змей:

Физиолог говорит о пантере, что имеет такое свойство: из всех животных она самое любезное и враг змею; многоцветна, как хитон Иосифа, и прекрасна; молчалива и кротка весьма. Когда поест и насытится, спит в логове. На третий день восстает ото сна и громким голосом ревет, крича. От голоса же ее исходит всяческое благоухание ароматов. И дальние и ближние звери слышат ее голос. И от голоса ее исходит всяческое благоухание ароматов. И следуя благоуханию голоса пантеры, звери приходят к ней. <…>
Так и Господь наш Иисус Христос, в третий день восставший из мертвых, стал благоуханием для дальних и ближних и миром. Как сказал апостол: «Многоцветна мысленная мудрость Спаса нашего Иисуса Христа». И в псалме говорится: «Стала царица одесную тебя в расшитом золотом одеянии, разодетая, разукрашенная». Но враг пантера отступнику змею, что в воде. Многоцветен Христос — он есть целомудрие, воздержание, милосердие, вера, добродетель, единомыслие, мир, терпение.
— Физиолог (перевод греческого текста) // Физиолог / отв. ред. Дмитриев Л. А.. — СПб.: Наука, 1996. — С. 135-136. — (Литературные памятники). — 1000 экз. — ISBN 5-02-028154-9.

### В геральдике

Геральдический леопард

В геральдике под леопардом обычно понимают геральдического льва, идущего и с головой впрямь (повёрнутой в сторону зрителя). При этом, если речь идёт именно о леопарде с зоологической точки зрения, то в геральдике эта редкая фигура описывается как натуральный, или естественный леопард. В русской геральдике барс представлен на гербе Республики Северная Осетия — Алания, гербе Псковской области, Псковского района и города Пскова.
В западноевропейской геральдике пантера также фигурирует как фантастический зверь, сочетающий в себе черты льва, быка и змея (с XIV в. также обладает когтями орла на передних лапах), и «благоухание голоса» которой обозначается исходящими из пасти языками пламени. Такая пантера присутствует на гербе австрийской области Штирии, а также на гербе владевших ею рода Траунгауеров, к которому и восходит штирийский герб.